# 別洛耶湖 (托木斯克州)
56°29′44″N 84°57′51″E / 56.49556°N 84.96417°E

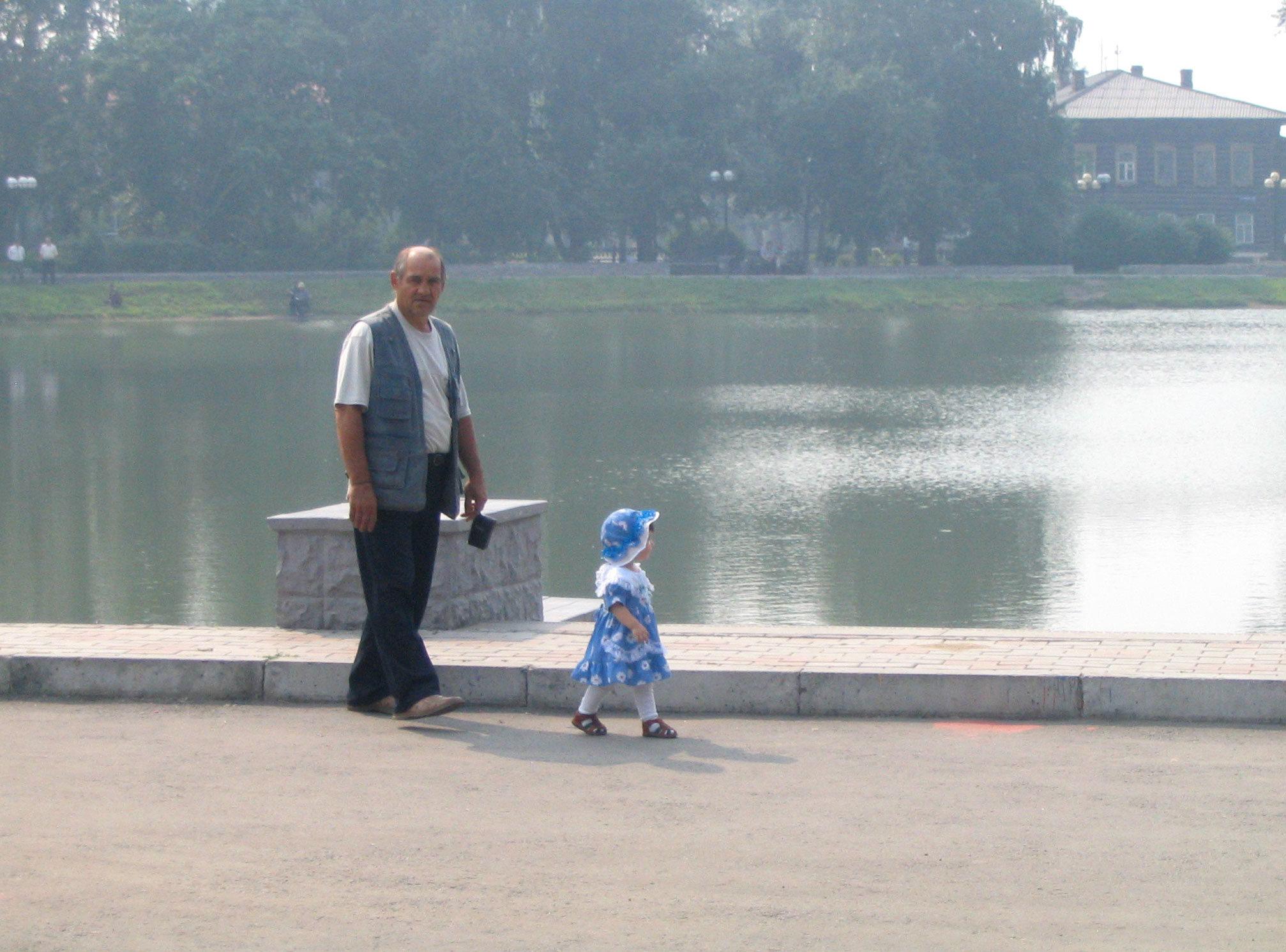

別洛耶湖（俄语：Белое озеро），是俄羅斯的湖泊，位於該國中南部托木斯克州，長0.16公里、寬0.13公里，面積0.06平方公里，海拔高度110米，湖岸線長度0.47公里，集水區面積0.1平方公里。